# Ramiz Merko
Ramiz Merko (mac. Рамиз Мерко, ur. 12 kwietnia 1957 w Strudze) – północnomacedoński przedsiębiorca, ekonomista, burmistrz Strugi w latach 2005-2013 i od 2017 roku, w latach 2014-2016 deputowany do Zgromadzenia Republiki Macedonii z ramienia Demokratycznego Związku na rzecz Integracji.

## Życiorys
W 1980 roku uzyskał wykształcenie wyższe. Odbył również studia podyplomowe, a w 2012 roku uzyskał stopień doktora nauk ekonomicznych na Uniwersytecie w Novim Pazarze.
W latach 1980–1982 pracował jako kierownik produkcji w jednym z zakładów rolniczych, następnie w latach 1983-1999 był pracownikiem Agencji Rozwoju Rolnictwa (mac. Агенција за развој на земјоделство). Od 1990 do 2003 roku prowadził rodzinną aptekę, następnie w latach 2003-2005 kierował oddziałem funduszu ubezpieczeń zdrowotnych w Strudze.
W latach 2013–2014 pracował jako adiunkt, a w 2017 roku został profesorem na Międzynarodowym Uniwersytecie w Strudze.

### Działalność polityczna
Jest związany z Demokratycznym Związkiem na rzecz Integracji. W latach 2005–2013 był burmistrzem Strugi, następnie zasiadał w Zgromadzeniu Republiki Macedonii w latach 2014-2016.
19 kwietnia 2015 roku został wybrany na prezesa oddziału Demokratycznego Związku na rzecz Integracji w Strudze.
31 maja 2017 roku premier Zoran Zaew mianował Ramiza Merkę na ministra bez teki. W tym roku również powrócił na urząd burmistrza Strugi, pokonując niewielką przewagą urzędującego wówczas burmistrza Zijadina Selę, reprezentującego założony przez siebie Sojusz na rzecz Albańczyków.

## Kontrowersje
Według państwowej inspekcji ds. oświaty, która przeprowadziła w 2016 roku kontrolę dokumentów wykładowców Międzynarodowego Uniwersytetu w Strudze, Ramiz Merko miał posługiwać się sfałszowanymi dokumentami potwierdzającymi stopień doktora; ostatecznie nie udowodniono popełnienia tego przestępstwa.